# Stan Anderson
Stanley Anderson (født 27. februar 1933 i Horden, England, død 10. juni 2018) var en engelsk fodboldspiller (midtbane) og manager.
Anderson spillede på klubplan for samtlige de tre store klubber i North East England, Middlesbrough, Sunderland og Newcastle. Længst tid tilbragte han hos Sunderland, som han var tilknyttet i 11 sæsoner, og nåede at spille over 400 ligakampe.
Anderson spillede desuden to kampe for det engelske landshold. Den første var et opgør mod Østrig 4. april 1962, den anden en kamp mod Skotland ti dage senere. Han var en del af det engelske hold der deltog ved VM i 1962 i Chile, hvor han var ubenyttet reserve under hele turneringen.
Efter at have indstillet sin aktive karriere var Anderson i en årrække manager. Han har blandt andet stået i spidsen for sin gamle klub som aktiv, Middlesbrough, og var også ansvarshavende hos Doncaster Rovers og Bolton Wanderers.